# مهرغان (فلاورجان)
مهرغان (بالفارسية: مهرگان) هي قرية تقع في قسم غركن الشمالي الريفي (مقاطعة فلاورجان) في إيران. يقدر عدد سكانها بـ 1,265 نسمة .